# En moderne Othello
En moderne Othello er en amerikansk stumfilm fra 1917 af Léonce Perret.

## Medvirkende
- Robert Warwick som Robert Hyde.
- Elaine Hammerstein som Clarice.
- Valentine Petit som Mrs. Grosvenor.
- Edward Kimball
- Georges Flateau som Vinzaglio.